# Tzoco
Tzoco (em grego medieval: Τζόκος; romaniz.: Tzókos; em búlgaro: Цок; romaniz.: Tsok), Tzico (Τζυκος, Tzykos) ou Tuco (Τουκος, Toukos) foi um dignitário sênior e oficial militar búlgaro do século IX, ativo sob os cãs Crum (r. 803–814) e Omurtague (r. 815–831).

## Vida

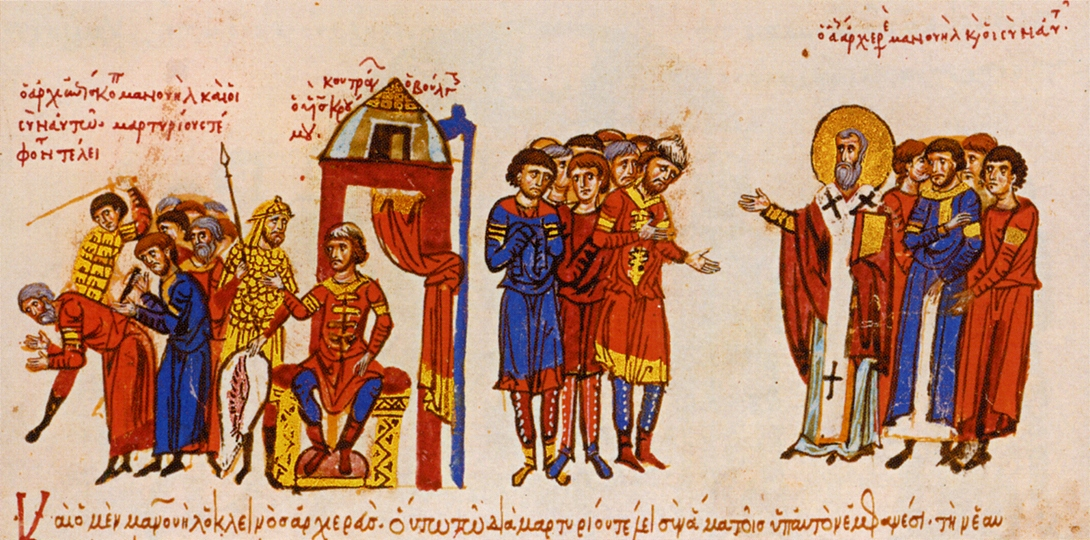
Omortague assiste a execução do bispo Manuel. Iluminura do Escilitzes de Madri

Em 813, Tzoco comandou a ala direita do exército, sob Vardanes e João, na expedição ao Império Bizantino conduzida por Crum. Foi usado por Omurtague em 815 ou 816 à perseguição aos cristãos. Aparece no Menológio de Basílio, onde é chamado cã por engano, e talvez numa pequena catequese de Teodoro Estudita, no qual seu nome não é citado. Segundo ambas as fontes, executou cristão na Bulgária, e segundo Estudita foram 14 mártires. Talvez em 819/920 é mencionado como um dos emissários enviados para concluir a paz com o Império Bizantino.